# Варін-е Бала
Варін-е Бала (перс. ورين بالا) — село в Ірані, у дегестані Хурге, у Центральному бахші, шахрестані Магаллат остану Марказі. За даними перепису 2006 року, його населення становило 482 особи, що проживали у складі 171 сім'ї.

## Клімат
Середня річна температура становить 12,99 °C, середня максимальна – 31,42 °C, а середня мінімальна – -9,04 °C. Середня річна кількість опадів – 198 мм.
| Клімат поселення                              | Клімат поселення | Клімат поселення | Клімат поселення | Клімат поселення | Клімат поселення | Клімат поселення | Клімат поселення | Клімат поселення | Клімат поселення | Клімат поселення | Клімат поселення | Клімат поселення | Клімат поселення |
| Показник                                      | Січ.             | Лют.             | Бер.             | Квіт.            | Трав.            | Черв.            | Лип.             | Серп.            | Вер.             | Жовт.            | Лист.            | Груд.            |                  |
| Середній максимум, °C                         | 9,10             | 10,92            | 15,64            | 21,22            | 25,36            | 30,49            | 31,42            | 30,55            | 26,86            | 20,92            | 14,62            | 8,68             |                  |
| Середня температура, °C                       | 0,04             | 1,85             | 6,55             | 12,14            | 16,29            | 21,43            | 25,52            | 24,63            | 20,94            | 15,02            | 8,70             | 2,76             |                  |
| Середній мінімум, °C                          | −9,04            | −7,22            | −2,5             | 3,08             | 7,22             | 12,36            | 19,60            | 18,72            | 15,02            | 9,10             | 2,78             | −3,16            |                  |
| Норма опадів, мм                              | 31               | 31               | 37               | 25               | 18               | 2                | 1                | 1                | 0                | 8                | 18               | 26               |                  |
| Середньомісячна швидкість вітру, м/с          | 1.28             | 2.03             | 2.82             | 2.94             | 2.66             | 2.46             | 2.48             | 2.28             | 2.15             | 2.18             | 1.77             | 1.34             |                  |
| Середньомісячна сонячна радіація, кДж/м²·день | 9747             | 13063            | 15396            | 18737            | 22596            | 26665            | 25905            | 24346            | 21296            | 15889            | 11436            | 9442             |                  |
| --------------------------------------------- | ---------------- | ---------------- | ---------------- | ---------------- | ---------------- | ---------------- | ---------------- | ---------------- | ---------------- | ---------------- | ---------------- | ---------------- | ---------------- |
| Джерело:                                      |                  |                  |                  |                  |                  |                  |                  |                  |                  |                  |                  |                  |                  |